# Biblioteka Saveza jevrejskih opština Srbije
Biblioteka Saveza jevrejskih opština Srbije je sređena zbirka knjiga, po autorskom ili predmetnom katalogu, Jevrejske zajednice u Srbiji u čijoj organizaciji se pored prikupljanja, čuvanja i izdvanja knjiga održavaju i razne kulturne manifestacije, priredbe i predavanja u sali jevrejskog doma Oneg Šabat (danas zgradi Sinema Rex-a).

## Istorija
Savez jevrejskih opština Srbije kao   krovna organizacija jevrejskih opština, koja predstavlja jevrejsku zajednicu Srbije u zemlji i inostranstvu, i vodi poverene joj poslove radi ostvarenja zajedničkih ciljeva za celu zajednicu  je osnivač Biblioteke u Beogradu. Savez jevrejskih opština Srbije koji je osnovan 1919. godine kako bi pomagao i zastupao interese brojnih manjih jevrejskih zajednica u novoj jugoslovenskoj državi, deset godina kasnije osnovao je i svoju čitaonicu-biblioteku.
Ciljevi osnivanja Savez jevrejskih opština Srbije bili su, a i danas to jesu: očuvanje identiteta jevrejskog naroda kao i tradicije i običaja; iniciranje i podržavanje aktivnosti u oblasti jevrejske kulture i obrazovanja; obrazovanje dece i omladine. U sklopu navedenih ciljeva svoje mesto i ulogu imala je a i danas ima i biblioteke Saveza jevrejskih opština Srbije.

### Preduslovi
Osnivanju Biblioteke Saveza jevrejskih opština Srbije je, u kulturnom smislu, nakon završetka Prvog svetskog rata prethodilа  incijativа predsednika tadašnje Jevrejske sefardske opštine dr Davida Albale, za osnivanje čitaonice u okviru „Srpsko – Jevrejske omladinske zajednica“ u čijoj su organizaciji održavane razne kulturne manifestacije, priredbe i predavanja u sali jevrejskog doma Oneg Šabat  (danas zgradi Sinema Rex-a).
Međutim, kako je nedostajao adekvatan prostor. Problem je razrešen tek 1929. godlne sa završetkom izgradnje reprezentativnog Jevrejskog doma u Beogradu u ullci Kralja Petra. U novoizgrađenom zdanju 29. decembra 1929. godine je svečano otvorena Jevrejska čitaonica, na inicijativu Arona Alkalaja, glavnоg sekretarа Državne hipotekarne banke Kraljevine Srba, Hrvata i Slovenaca,  i jevrejskog nacionalnog radnika, kao neka vrsta Kulturnog centra beogradskih Jevreja.
Materijalnih sredstava za svoj rad čitaonica je obezbeđivala od dobrovoljnih priloga građana i poklona u knjigama Gece Kona, istaknutog beogradskog knjižničara i izdavača.

Glavni ciljevi osnivanja čitaonice bili su da ona bude... 
…moderno čitalište knjiga i novina i mesto gde će uži jevrejski i širi beogradski krug , naročito mladih, imati priliku da se sretne i upozna sa svim trajnim vrednostima koje je jevrejski narod podario čovečanstvu, i gde će se kroz upoznavanje sa životom i delima istaknutih Jevreja u oblasti nauke, umetnosti, književnosti i filozofije, jevrejska omladina i svet upoznati sa svetlim i tužnim stranama istorije jevrejskog naroda…
 Čitaonlca je raspolagala pozajmnom bibliotekom od ргеко 3.000 knjiga i oko 700 časopisa. Članovima su stavljana na raspolaganje sva domaća dnevna i periodična izdanja, a među njima i jevrejska štampa koja je povremeno Izlazila u Kraljevlni Jugoslaviji.
U okviru Jevrejske čitaonice delovala je i javna tribina na kojoj su gostovali, ne samo jevrejski ugledni intelektualci nego i veliki broj srpskih naučnika, profesora univerziteta, članova Akademije nauka, publicista, pisaca i novinara. Javna tribina čitaonice bila je dostupna svim mišljenjima i pravcima koji su u tom istorijskom razdoblju mogli da u njoj započnu raspravu o problemi jevrejske nacionalne obnove.
O visokom nivou predavanja održanih u Čitaonici može se suditi po jednom izveštaju Kolarčevog narodnog univerziteta, štampanog pred rat, u kome se rad Jevrejske čitaonice iznosi kao paralelan sa zadacima koje je tada ispunjavala ova naša vrhunska kulturno-prosvetna ustanova.
U toku svog delovanja između dva svetska rata, jevrejska čitaonica je postala neka vrsta Narodnog univerziteta dunavskog kraja u Beogradu, mesto u kome se popularlsala nauka i književnost.
Posle raspada Kraljevine Jugoslavije nastupilo je najteže razdoblje u životu jevrejske zajednice u Srbiji. U Holokaustu je stradalo oko 86% Jevreja sa prostora današnje Srbije, a od 55 opština (uključujući i devet ortodoksnih koje su imale svoju posebnu organizaciju), danas se broj sveo na deset. Tokom drugog svetskog rata, pogrom Jevreja i destruktivno delovanje nemačkog okupatora u Beogradu prema celokupnoj privatnoj i kolektivnoj imovini i kulturnom nasleđu Jevreja,  gotovo potpuno je uništilo arhivu i dokumentacija Jevrejske čitaonice, kao i najveći broj knjiga iz njenog bibliotečkog fonda.
Rad biblioteka kao i Saveza jevrejskih opština Srbije bio je u prekidu gotovo četiri godine do oslobođenja zemlje.

### Obnova biblioteke
Po završetku Drugog svetskog rata u sklopu političkog, društvenog i ekonomskog obnavljanja života i rada jevrejske zajednica u novoj Jugoslaviji,  odvijao si i kulturni preporod  preživelih Jevreja. Uz volonterski rad pojedinaca i pomoć jevrejskih organizacija, Jevreji u rbiji su obnovili i nastavili rad svojih zajednica.
Ponovo je pokrenuto osnivanje čitaonice i biblioteka. Početni fond bila je judaika, koju je je Olga Pops-Timotijević izdvojila iz biblioteke ogranka berlinskog univerziteta koja je, još za vreme rata, sticajem neobičnih okolnosti, stigla u Beograd i bila smeštena u zgradi Borbe.
Iz  fonda biblioteke 1979. godine izdvojeno je oko 300 najstarijih i najvrednijih rukopisa i knjiga, i deo ovih rariteta je dat na konzerviranje i reastauriranje u Jevrejski istorijski muzej.
Biblioteka  nema stalnog bibliotekara, i praktično nije u funkcije, osim u izuzenim slučajevima kada se pojedinim istraživačima izdaju knjige na korišćenje u sali biblioteke. Zbog ovog problema  bogat i specifičan fond često nije dostupn čitaocima, i u tom smislu neophodno je trajno rešiti pitanje bibliotekara, urediti i obnoviti abecedni katalog i signaturu knjiga i polica, kao i obezbediti prostor na policama za nove knjige.

## Fond biblioteke
Biblioteka sadrži, po Inventarnoj knjizi, 7.057 bibliotečkih jedinica na srpskom i više stranih jezika (nemački, engleski, mađarski, hebrejski, francuski, italijanski, španski, ruski, itd.).

## Način vođenja evidencije o knjigama
U inventarnoj knjizi se vode naslovi knjiga (i imena autora) po hronološkom redosledu nabavljanja knjiga (bilo kupovinom ili poklonom) koje su obrađene i uključene – složene u policama. Ranije se vodio i predmetni katalog (po oblastima – tematima), ali postojeći nije više aktuelan zbog neažurnosti.
Osnovni način sadašnjeg vođenja evidencije o knjigama je po abecednom katalogu, što znači po prezimenu i imenu autora. Knjige se u police smeštaju po brojevima (numerus curens). One se, osim enciklopediskih izdanja, izdaju na čitanje članovima zajednice, a ostalima na korišćenje u sali biblioteke.

## Značaj
Biblioteka danas u oviru Saveza  jevrejskih opština Srbije,  ima specifičan značaj i ulogu,   kao specijalizovana biblioteka otvorenog tipa, koja jedina u Srbiji prikuplja i čuva judaiku – publikacije sa jevrejskom tematikom, odnosno dela jevrejskih i nejevrejskih autora iz oblasti nauke, književnosti, publicistike, enciklopedijske građe.
Uz Jevrejski istorijski muzej biblioteka je jedan od glavnih izvora informacija za istraživače i naučne radnike, istoričare, lingviste, prevodioce i umetnike koji se bave istraživanjem jevrejske istorije, književnosti, religije, običaja, umetnosti i sveukupnog jevrejskog nasleđa.

## Literatura
- Музеји и галерије у савезној Републици Југославији, Београд 1993. године
- Културна ризница Србије, саставио и приредио Ј. Јанићијевић, Београд 1996. године

## Spoljašnje veze
- Јеврејски историјски музеј у Београду
- Историја зграде у Јеврејској 16